# Kita Yasushi
Yasushi Kita (sinh ngày 25 tháng 4 năm 1978) là một cầu thủ bóng đá người Nhật Bản.

## Sự nghiệp câu lạc bộ
Yasushi Kita đã từng chơi cho Júbilo Iwata, JEF United Ichihara, Cerezo Osaka, Albirex Niigata, Thespa Kusatsu và Gainare Tottori.